# ویلیام لیون مکنزی کینگ
ویلیام لیون مکنزی کینگ (انگلیسی: William Lyon Mackenzie King؛ زاده ۱۷ دسامبر ۱۸۷۴ – درگذشته ۲۲ ژوئیهٔ ۱۹۵۰ (۷۵ سال))، در سالهای ۱۹۲۱ تا ۱۹۲۶، ۱۹۲۶ تا ۱۹۳۰ و ۱۹۳۵ تا ۱۹۴۸ نخست وزیر کانادا بود.